# Larinopoda alenicola
Larinopoda alenicola är en fjärilsart som beskrevs av Embrik Strand 1914. Larinopoda alenicola ingår i släktet Larinopoda och familjen juvelvingar. Inga underarter finns listade i Catalogue of Life.